# Almanacka
För andra betydelser, se Almanacka (olika betydelser).

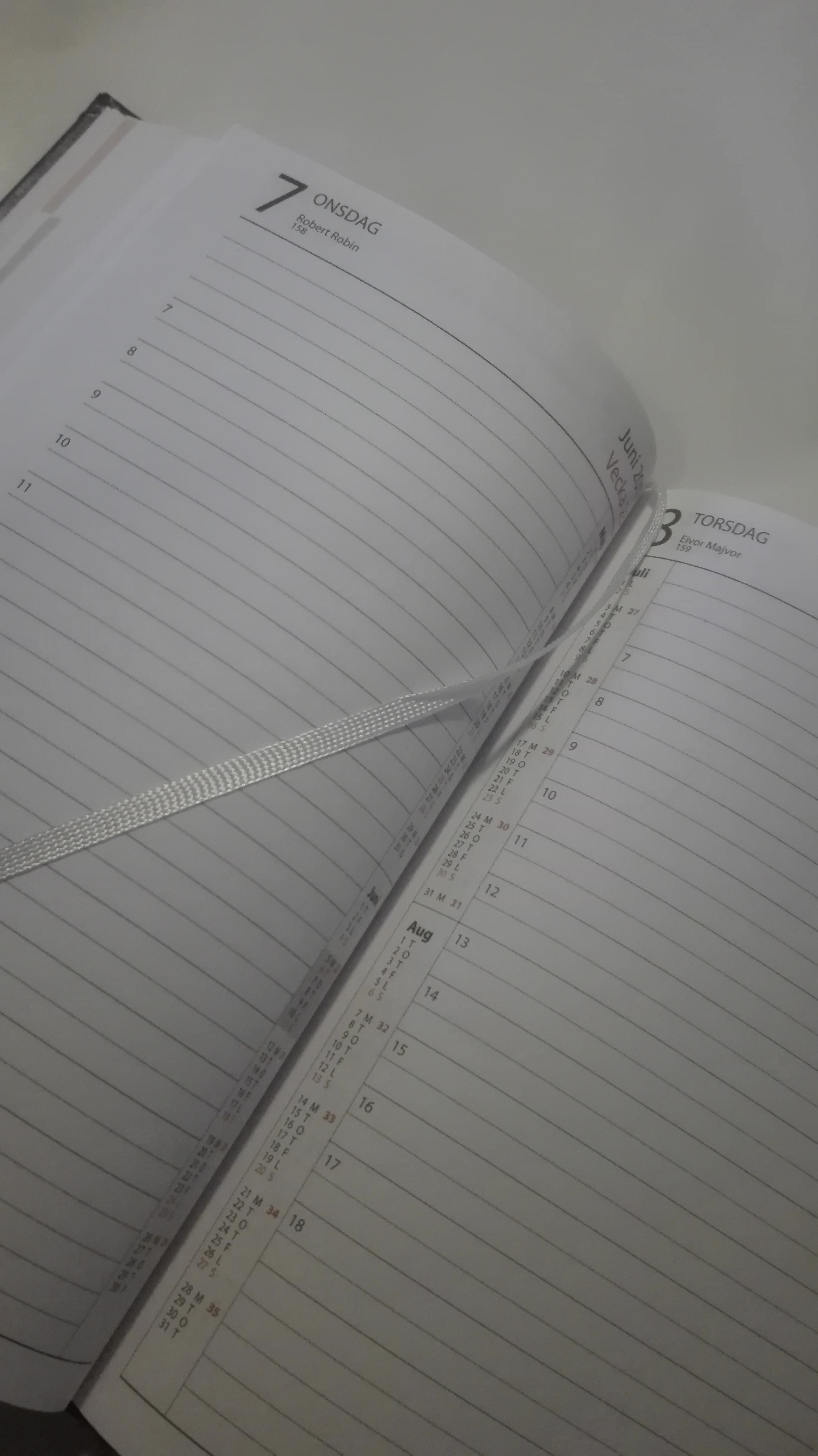
En svensk almanacka för timplanering.

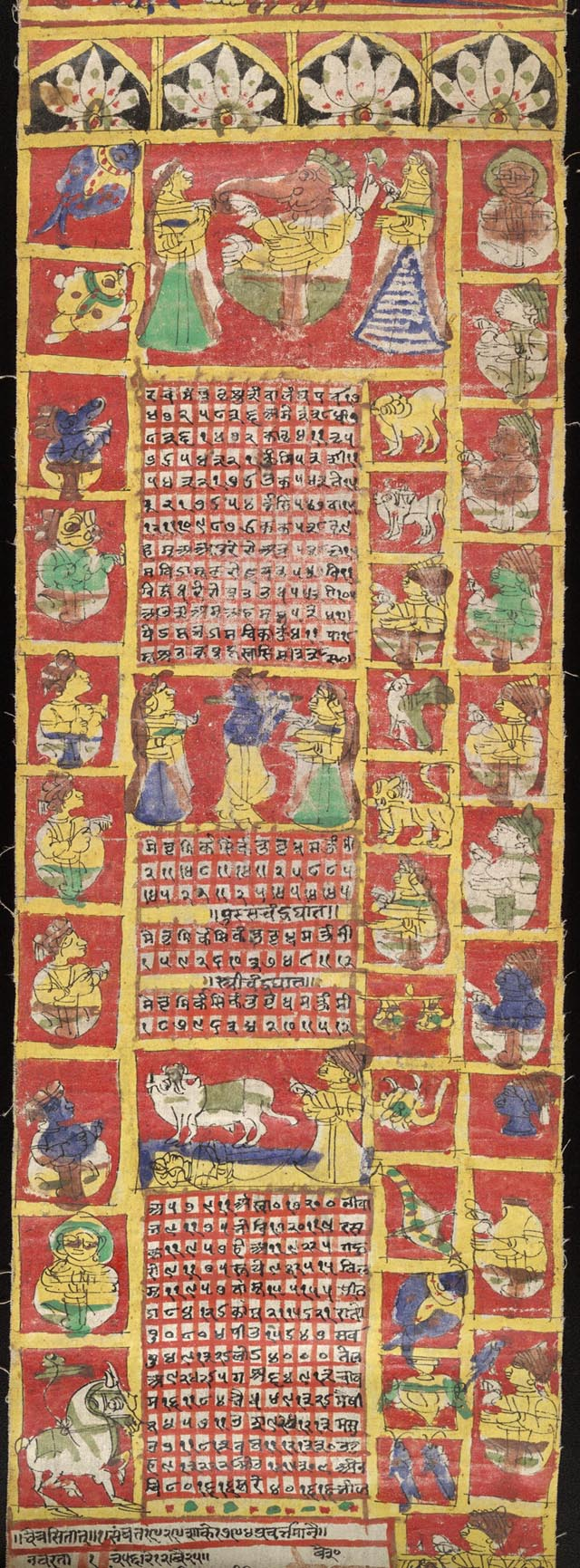
Hinduisk almanacka för året 1871-72.

En almanacka är en förteckning över kalendern, det vill säga årets dagar, veckor och månader, med uppgifter om helgdagar, namnsdagar, astronomiska händelser och andra fakta. I äldre tider innehöll almanackorna också ofta notiser om historiska händelser och även förutsägelser om väder, hälsa, krig och farsoter, samt råd om när olika saker såsom åderlåtning, slakt och skörd, var lämpliga att utföra. Sådana s.k. prognostica eller praktika kunde även förekomma separat utan några kalendariska uppgifter.

## Etymologi
Det första belägget för ordet är som almanach och almanac i en latinsk text 1267 av Roger Bacon som beteckning för en katalog över himlakropparnas rörelser. Under det följande århundradet används det på nederländska, franska, tyska och så vidare. Ordets ursprung är oklart. Den grekiske kyrkohistorikern Eusebios av Caesarea (död 339) beskrev den egyptiska kalendern, som han kallade almenikiaká eller  alemenikhiaká, antagligen ett koptiskt ord. Ordet kan ha hämtats från Eusebios sedan man på 1100-talet hade börjat lära sig grekiska och studera antikens grekiska författare i det katolska Europa.
På 1200-talet förekommer i Spanien ett arabiskt ord المناخ  al-manaakh eller al-manah med betydelsen "klimatet". Det är frestande att tro att det ordet har lånats in till Västeuropa, liksom till exempel alkohol och algebra, men problemet är att al-manaakh inte verkar ha arabiskt ursprung. Det kan lika gärna ha lånats in till arabiskan från medeltidslatinet. 

## Historik
Redan i Romerska riket förekom tabeller som kallades fasti eller calendaria med uppgifter som liknar moderna almanackor. Dessa fanns både i bokform och som stentavlor uthuggna i marmor. 
Ordet almanac användes av Roger Bacon år 1267 som en beteckning på tabeller över himlakroppars rörelse.
I Norden förekom under tidig medeltid en slags evighetsalmanackor ristade på trästavar som kallas runstavar.
En föregångare till almanackorna är också de handskrivna eller tryckta skrifter med uppgifter om helgdagar inom kyrkan som biskoparna delade ut till prästerskapet inom sina församlingar. I det medeltida Europa förekom också tidigt kalendrar med uppgifter om helgondagar och andra religiösa högtider.
De första tryckta almanackorna utgavs i Tyskland i mitten av 1400-talet. Den äldsta kända trycktes av Gutenberg 1448.  Bruket spreds snart till andra delar av kontinenten såsom Belgien, Frankrike och England. Redan tidigt kom de att förses med prognostica av olika slag. Sålunda beskrevs innehållet i en engelsk almanacka utgiven 1533 av John Thybault med orden "... and of the influence of the mone, of peas and warre, and of the sykenesses of this yere, with the con-stellacions of them that be under the vij. pianettes, and the revolutions of kynges and princes, and of the eclipses and comets." (Vilket i Nordisk Familjeboks översättning blir: "... om månens inflytande, om fred och krig, om detta års sjukdomar jämte konstellationerna för de personer, som är under de VII planeterna, konungars och furstars revolutioner samt om förmörkelser och kometer".)
Översättningar av de tyska förlagorna började ges ut i Sverige i mitten av 1500-talet. Den första svenska almanackan översattes av läkaren Thomas Zeger (Zegerius) 1540 och trycktes i Uppsala, men finns inte bevarad. Förutom det kalendariska, ska detta förstlingsverk ha innehållit astrologiska förutsägelser samt råd beträffande att så och skörda. Den äldsta bevarade svenska almanackan är från 1585. År 1608 utgavs den första almanackan avsedd för en viss "horisont" (Stockholms).
Almanackor blev med tiden populär läsning och spreds i stora upplagor. Under 1740-talet var upplagan ca 130 000 exemplar varje år. Almanackorna utgjorde i hög grad den tidens förströelselitteratur. De var ofta den enda profana läsning som fanns i hemmen, och de lästes om och om igen. Detta är upphovet till ett gammalt talesätt: "Utan gussordsboken (bibeln) och anacka (almanackan) blir livet liksom på en höft." Almanackan var dessutom en kanal för spridning av information och vetande från överhet och myndigheter till gemene man. Almanackan tjänade också ofta som dagbok där man antecknade viktigare händelser och uppgifter om närståendes födelsedagar och ålder.
I början kunde vem som helst trycka almanackor med godtyckligt innehåll, men från 1680-talet kom deras innehåll att utsättas för olika grad av kontroll och censur. 1686 fastställde en förordning av Karl XI att inga almanackor fick ges ut utan att ha kontrollerats och godkänts av vissa astronomiprofessorer. Från den 17 oktober 1747 fick Kungliga Vetenskapsakademien "uteslutande privilegium" att ge ut tryckta almanackor, vilket på grund av upplagornas storlek kom att utgöra en viktig inkomstkälla för akademien. Priset på almanackan var den 19 maj 1752, "...tre öre silvermynt eller tio öre kopparmynt" och vitet för att ta ut ett högre pris var satt till "...etthundra daler silvermynt". Ensamrätten medförde också att namnsdagslängden standardiserades, sedan Vetenskapsakademien tagit upp frågan om en modernisering av namnlängden i en skrivelse 1831. Ett förslag av Vetenskapsakademien väckte livlig debatt, och där bl a Antikvitetsakademien deltog, resulterade i flera motioner i 1899 års riksdag. Resultatet blev att en ny namnlängd fastställdes i Kungligt brev från ecklesiastikdepartementet 1900‑05‑18. 
Den kungliga förordningen reglerade också priset för "de små Almanachorne ... på wanligt sätt häftat och skurit" med höga böter för dem som bröt mot detta. Detta med pris och format var tydligen viktigt, och så sent som 1941 kan man i almanackorna läsa liknande formuleringar:
... "skola de små almanackorna försäljas häftade och skurna för 30 öre stycket; kommandes den, som vågar stegra detta pris eller vid försäljning av almanackor ej tillika är försedd med häftade och skurna för 30 öre stycket, att böta 50 kronor för varje gång sådant överträdes." I mitten på 1930-talet var priset 20 öre.  Några år senare var priset 25 öre, och häftet gick allmänt under namnet 25 öres-almanackan.
Vetenskapsakademiens privilegium upphörde 1972 och det blev fritt igen för vem som helst att publicera almanackor. Detta ledde till en viss anarki i namnsdagslängden under några år och först 1986 lyckades man enas om en ny gemensam längd, som togs fram 1993, och från och med 2001 har vi en namnsdagslängd som framtagits av Svenska Akademien. En ledande princip har varit att varje dag skulle ha såväl manliga som kvinnliga namn. Ålderdomliga namn, som knappast användes i det moderna Sverige utmönstrades, och nya namn "i tiden" tillkom. En del namn, som fanns i Vetenskapsakademiens tidigare versioner blev flyttade till nya datum. Almananacksutgivningen är dock fortfarande fri, och det förekommer alltjämt variationer i namnlängden.
Tidigare användes mest singularformen almanack, men på senare tid har formen almanacka blivit dominerande.[källa behövs]

## Innehåll

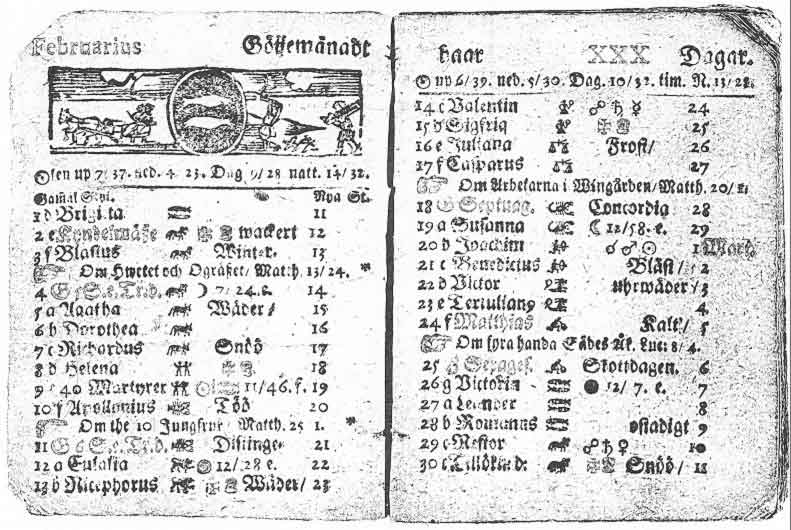
Almanacksida för februari 1712 med bland annat väderprognoser. Notera datumet 30 februari.

Förutom de rent astronomiska förutsägelserna om solens upp- och nedgång, månens faser, förmörkelser, kometer och liknande, förekom förutsägelser av mer astrologiskt och vidskepligt slag. Bland de viktigare var väderprognoser för det kommande året. Uppgifter om "blåst", "mulet", "ostadigt", "disigt", "snö", "slask", "frost" och liknande, förekom på de olika dagarna (se bilden). Dessa väderförutsägelser var ofta baserade på astrometeorologi. Horoskop - ibland för alla, ibland beroende på den stjärnbild man var född i, förekom också. Andra förutsägelser kunde röra jaktlycka, krig, farsoter och politiska händelser.
Från och med 1707 förbjöds förutsägelser, men det var svårt att sälja almanackor som inte innehöll åtminstone väderprognoser, så dessa kom att undantas från förbudet. För att rättfärdiga detta ur vetenskaplig synpunkt hävdade man att det inte gick att utesluta att månens faser och andra astronomiska företeelser påverkade väderleken. Exempelvis skrev astronomiprofessorn Anders Celsius år 1729 en redogörelse för hur månens faser och månadens dagar genomgår en 19-årscykel (den sedan antiken kända s.k. Metons cykel) och att därför ett visst års väder borde kunna förutses genom att jämföra med vädret 19 år tidigare. När detta i praktiken visade sig inte stämma, gavs den religiösa förklaringen att "Gud i sin allvishet bestämt annorlunda". Väderprognoserna kom att kvarstå i almanackorna ända till och med 1869.
Almanackorna innehöll ofta hälsoråd och råd för den praktiska vardagen i bondesamhället - vad som var lämpligt eller olämpligt att äta och göra, när det var passande att göra åderlåtning, så, skörda och slakta. För januari månad kunde det exempelvis stå: "Nu ät och drick, med ett gott Modh, dock låt på benen intet blod". 
Andra ingredienser var informativa artiklar eller fakta av olika slag, såsom berättelser om kungar, regentlängder eller beskrivningar över jordens länder. Carl von Linné skrev 1743 och 1744 artiklar med titeln 
"Anmärkningar om inländska växter". Sedelärande och uppfostrande råd, såsom artikeln "alkoholens fördärfvlighet", och en "Historia om kyskhet och thes belöning" förekom också.
Allmännyttig information och upplysningar, såsom posttaxor och postens avgång och ankomst på olika orter gavs också. Här fanns också uppgifter om när och var marknader hölls, vilket var viktig information för landsbygdens befolkning.

## Almanackor i övriga Europa
I övriga Europa kom i många fall de kalendariska och astronomiska delarna att minska i betydelse. I stället tillkom olika årsberättelser (s.k. ephemerides, plural av ephemeris), statistik och liknande. Almanackorna blev ett slags periodiskt utkommande böcker riktat till olika grupper av läsare. Man fick sålunda historiska, diplomatiska, statistiska, nautiska m fl slags almanackor, almanackor för damer, för "cavalierer" och så vidare. Exempel på sådana almanackor var:
- Connaissance des temps
- Almanach de Gotha - förteckning över Europas regenter, och olika genealogiska tabeller för dessa. Senare även listor på ambassadörer och sändebud och uppgifter om ministrar och statsråd.
- Nautical almanac
- Berliner Jahrbuch
- Astronomical Almanac  (ersatte 1981 de tidigare och mycket snarlika Astronomical Ephemeris (HMSO, London) och American Ephemeris and Nautical Almanac
- Farmers almanac

## Almanackor och kalendrar på svenska
Mellan åren 1747 och 1972 hade Kungliga Vetenskapsakademien ett uteslutande privilegium att ge ut almanackor i Sverige. Bakgrunden till detta var den senaste totala solförmörkelsen i Stockholm den 3 maj 1715, då ingen almanacka som gavs ut i Stockholm detta år lyckades förutsäga att förmörkelsen skulle bli total i Stockholm, så totaliteten kom som en överraskning för stockholmarna. För att undvika liknande fadäser i framtiden fick KVA detta almanacksprivilegium. Själva tryckningen av almanackorna utfördes av Norstedts från tidigt 1800-tal, men från 1905 fick istället Almqvist & Wiksell sköta tryckningen av almanackorna åt KVA. 
År 1973 upphörde KVA:s almanacksprivilegium och vem som helst fick nu åter utge almanackor i Sverige. För närvarande utkommer ett antal årliga, eller ofta aktualiserade, publikationer av olika karaktär på svenska, t.ex.:
- Astronomisk kalender (Norstedts)
- Den Svenska Almanackan och Vanliga Almanackan (Almanacksförlaget)
- Sveriges Almanacka (Burde)
- Stjärnhimlen (utgavs i bokform av Bokförlaget Inova 1984–2000, finns sedan dess på webben för många olika horisonter)
- Astronomiska almanackor (almanacka för många horisonter som nedladdningsbara PDF'er)
- Faktakalendern (Semic)
- Sveriges statskalender (Fritzes)
- Finlands statskalender (Helsingfors universitet)
- När Var Hur (Bokförlaget DN)
- Universitetsalmanackan (Helsingfors universitet)
- Vem och vad (Schildt)

Försök har gjorts att ge ut en mer ambitiös almanacka (i betydelsen årskrönika) på svenska: Sverige & världen (Tiden 1981–1982) och Hela världen i fakta (Bonniers 1985–1987, omkring 600 sidor) var båda två gjorda med den i Tyskland årligen utkommande Der Fischer Weltalmanach som underlag och bestod till stor del av en förteckning med detaljerade uppgifter om och årets händelser i alla världens länder. De utkom två respektive tre gånger. Faktakalendern har ett liknande innehåll men är mycket kortare. Sedan 1996 ger Nationalencyklopedin ut ett årsband på cirka 400 sidor som komplement till den alfabetiska upplagan.

## Typer av almanackor
Väggalmanackan har ett blad för varje månad. Den är ofta en bildalmanacka och används som dekoration. Motiven är ofta respektive årstid, men det kan också vara djur eller människor.
Fickalmanacka eller fickkalender används framför allt för timplanering eller dagsanteckningar.
Nautisk almanacka är en årlig sammanställning över dagligen förutsägbara positioner för solen, månen, planeterna och utvalda stjärnor; dessa objekts positioner gör det möjligt för en sjöman att fastställa den lokala tiden och därav sitt fartygs longitud på havet. Denna metod att fastställa longitud blev praktiserad först med publikationen The Nautical Almanac and Astronomical Ephemeris for the Year 1767 av The Board of Longitude i London (1766).
Den nautiska almanackan sammanställs numera genom samarbete mellan regeringsorgan för Storbritannien, USA, Frankrike, Tyskland, Spanien, Sverige, Japan, Ryssland och andra länder. Almanackan innehåller även uppgifter om tidvatten, lotsning, radiosignaler etc.